# آندره آغینی
آندره آغینی (انگلیسی: Andrea Aghini؛ زادهٔ ۲۹ دسامبر ۱۹۶۳) راننده رالی اهل ایتالیا است.  او در سال ۱۹۹۲ در رالی سان رمو به برد رسید و چهار بار دیگر در مسابقات رالی قهرمانی جهان از سال ۱۹۹۲ تا ۱۹۹۵ روی سکو رفت. او در سال ۱۹۹۲، پس از شکست کارلوس ساینز در نیمه نهایی و کالین مک‌ری در فینال، مسابقات قهرمانان را نیز به دست آورد.